# كريس كولينز (سياسي)
كريس كولينز هو سياسي كندي، ولد في 23 يونيو 1962 في سانت جون في كندا. حزبياً، نشط في الجمعية الليبرالية لنيو برونزويك ‏. وقد انتخب عضو الجمعية التشريعية لنيو برونزويك ‏ عن دائرة Moncton Centre (electoral district) ‏ خلال فترته النيابية ‏ وانتخب Speaker of the Legislative Assembly of New Brunswick ‏ (2014 – ).